# گورستان دولی خان اجاقی
گورستان دولی خان اجاقی مربوط به دوره اشکانیان است و در شهرستان نیر، بخش مرکزی، دهستان دورسون خواجه، روستای پیرنق واقع شده و این اثر در تاریخ ۱۸ اسفند ۱۳۸۷ با شمارهٔ ثبت ۲۴۹۷۱ به‌عنوان یکی از آثار ملی ایران به ثبت رسیده است.